# Via Aemilia

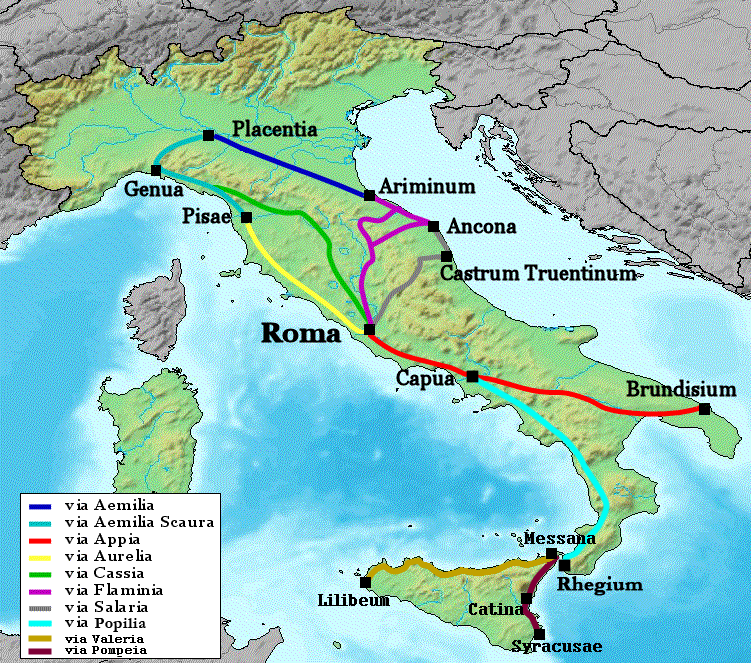
Przebieg dróg rzymskich w Italii – kolorem ciemnoniebieskim zaznaczona Via Aemilia

Via Aemilia – jedna z wielkich dróg (łac. viae publicae) na terenie starożytnej Galii Przedalpejskiej w północnej części Półwysep Apeniński. Prowadziła z dawnego Ariminum (Rimini) do Placentii (Piacenza). Jej długość wynosiła 168 mil rzymskich, tj. ok. 249 km.
Była wybudowana przez Aemiliusa Lepidusa. Jego imię figuruje na trzech odnalezionych kamieniach milowych i od niego pochodzi nazwa drogi. Ukończona została w 187 r. p.n.e. Umożliwiła połączenie doliny rzeki Pad z Republiką rzymską. Przez wieki odgrywała rolę ważnej arterii komunikacyjnej, dała też nazwę krainie, przez którą przebiega - Emilii-Romanii. Jej przebieg jest widoczny na słynnej mapie Tabula Peutingeriana.
Via Aemilia biegła stosunkowo prostą trasą z południowego wschodu na północny zachód wzdłuż podnóży Apeninów Północnych. Jej profil był stosunkowo wyrównany. Na jej trasie znalazły się kolejno (idąc od Ariminum do Placentii): Caesena (Cesena), Forum Livii (Forlì), Faventia (Faenza), Forum Cornelii (Imola), Bononia (Bolonia), Mutina (Modena), Regium Lepidi (Reggio nell’Emilia - nazwa upamiętnia postać budowniczego drogi, E. Lepidusa), Parma (Parma) i Fidentia (Fidenza). W trakcie budowy przebiegała przez świeżo podbite tereny, zamieszkiwane przez plemię Bojów, tworząc oś ósmego regionu rzymskiego. Bolonia i Piazenza były dużymi koloniami lateńskimi, Parma i Modena - rolniczymi koloniami rzymskimi.
W różnych miejscach powstawały wzdłuż drogi liczne nowe ośrodki osadnicze i handlowe. Krzyżowały się z nią inne drogi niższego rzędu: Faventia-Florentia (Florencja), Parma-Luca (Lukka) i Parma-Luna (Luna). W Placentii łączyła się z inną wielka drogą - Via Postumia, biegnącą przez Dertonę (Tortona) do Genui.
Pozostałości Via Aemilia były odkrywane w czasach nowożytnych wielokrotnie. M. in. w centrum Bolonii odkryto w 2015 r. dobrze zachowany fragment drogi wyłożony kamiennymi płytami, w których widoczne są ślady kolein kół wozów.